# ماتي فريات
ماتي فريات (بالإنجليزية: Matty Fryatt)‏ (5 مارس 1986 المملكة المتحدة - ) هو لاعب كرة قدم بريطاني، يلعب كمهاجم.

## وصلات خارجية
ماتي فريات على موقع قاعدة بيانات كرة القدم.إي يو (الإنجليزية)
- ماتي فريات على موقع Soccerbase.com (لاعب) (الإنجليزية)
- ماتي فريات على موقع Soccerway.com (الإنجليزية)
- ماتي فريات على موقع عالم كرة القدم.نت (الإنجليزية)
- ماتي فريات على موقع AS.com (الإسبانية)